# Müllerbräu Neuötting
Müllerbräu ist eine Brauerei in Neuötting in Oberbayern.

## Geschichte
Urkundlich erstmals erwähnt wurde die Brauerei 1768 aufgrund des damaligen Eigentümernamens als Brodmannsche Bierbrauerei. Nach vier Generationen wurde der Betrieb 1861 verkauft. Nach mehrmaligen Besitzerwechsel heiratete 1894 Josef Müller die Tochter der damaligen Eigentümer. Seitdem trägt die Brauerei den Namen Müllerbräu. Nach Übergaben an Karl Müller (1923) und Reinhard Müller (1967) leitet nun Reinhard Müller jun. das Unternehmen. Der von 30 Mitarbeitern erwirtschaftete Ausstoß liegt bei etwa 25.000 Hektoliter pro Jahr.

## Produkte
Die Produktpalette umfasst die Biersorten Neuöttinger Export, Neuöttinger Dunkel, Naturtrübes Kellerbier, U-Unfiltriert, Neuöttinger Pils, Frischhopfenpils, Halsbacher Pandurentrunk und Jahrtausendbock.
Weißbiere im Sortiment sind Helle Weisse, Dunkle Weisse, Leichte Weisse und Alkoholfreie Weisse.
Saisonal wird Sommerhans, Frühlingsweisse und Neuöttinger Bockser hergestellt.
Mischgetränke sind Neuöttinger Radler, Neuöttinger Dudler und Neuöttinger Jodler.
Zusätzlich werden unter den Markennamen Neuli und Nawinta weitere 15 alkoholfreie Erfrischungsgetränke produziert.
Abgefüllt wird sowohl in Kronkorkenflaschen, Bügelflaschen als auch Schraubverschlussflaschen.

## Auszeichnungen
Bis Oktober 2019 erhielten die Biere von Müllerbräu 85 DLG-Medaillen und viermal den European Beer Star.

## Sonstiges
Die Brauerei ist Mitglied im Brauring, einer Kooperationsgesellschaft privater Brauereien aus Deutschland, Österreich und der Schweiz.